# Гимн Гибралтара
Гимн Гибралтара (англ. Gibraltar Anthem) — местный гимн Гибралтара, заморской территории Соединенного Королевства.
В Гибралтаре, равно как и во всех остальных зависимых территориях страны, используется общебританский гимн «Боже, храни королеву!». Однако помимо него существует и местный гимн, который был выбран на конкурсе в 1994 году. Автором слов и музыки гимна является Питер Эмберли (англ. Peter Emberley).

## Текст гимна
Gibraltar, Gibraltar the rock on which I stand,
May you be forever free, Gibraltar, my own land.
Mighty pillar, rock of splendour, guardian of the sea,
Port of hope in times of need, rich in history.
Gibraltar, Gibraltar, the rock on which I stand,
May you be forever free, Gibraltar my own land.
God give grace to this our homeland, help us to live as one,
Strong in freedom, truth and justice, let this be our song:
Gibraltar, Gibraltar, the rock on which I stand,
May you be forever free, Gibraltar! Gibraltar! My own land.